# Åke Åkerström
Åke Bertil Åkerström, född 26 april 1902 i Örebro, död 8 oktober 1991 i Vasa församling, Göteborg, var en svensk arkeolog och klassisk forskare. Han är mest känd för sitt arbete med arkitektonisk terrakotta och antika vasmålningar. Han var far till Gunilla Åkerström-Hougen.

## Biografi
Åkerström blev filosofie doktor vid Uppsala universitet 1934, där han var elev till Axel W. Persson. Hans avhandling bär titeln Studien über die etruskischen Gräber, unter besonderer Berücksichtigung der Entwicklung des Kammergrabes och behandlar etruskiska kammargravar. Han var chef för Svenska institutet i Athen under två perioder, 1948–1956 och 1970–1972.
Åkerström är begravd på Stampens kyrkogård.